# 南海会社
南海会社（なんかいがいしゃ、英: The South Sea Company）は、18世紀イギリスで設立された勅許会社のひとつ。当初は、南アメリカ大陸およびその周辺諸島とイギリスとの貿易を独占すること、特にアフリカの奴隷をスペイン領西インド諸島に輸送し、その利益を得ることを主たる目的に、1711年にトーリー党の指導者で大蔵卿ロバート・ハーレーによって設立された。その後、南海会社は、グレートブリテン王国 (イギリス) の財政危機を救うため、国債の一部を南海会社が引き受けて貿易による利潤でそれを賄うこと、および、スペインとのユトレヒト条約で得たアシエントの権利によりスペイン領西インド諸島との奴隷貿易を行う事業もやるようになった。また、南海会社は貿易事業だけでなく金融事業にも参入し、1720年には「南海泡沫事件」を引き起こした。南洋会社とも訳す。

## 設立とその経緯
南海会社は、当時危機的状況にあったイギリス財政を立て直すべく創設された。イギリスの財政状況は、その歳出のうち債務の返済・利払いと軍事費でその9割以上を占めるほどに逼迫していた。これを憂慮したイギリス政府が、公的債務整理のために「南海会社」を設立した。ダブついていた債券と証券の一部を強制的に南海会社株に転換させ、国庫支援と南海貿易による利潤で利払い等をまかない、これによってイギリスの公的債務を整理することがその目的だった。
南海会社が生み出すであろう利潤によって公債整理を行うという着想がだれによるものかは定説をみていない。小説『ロビンソン・クルーソー』の作者ダニエル・デフォーによるという説も、一部でとなえられている。

## 当初の活動と金融会社への変貌
南海会社は、1713年のユトレヒト講和条約でスペインとの交渉によってイギリスが得たアシエント貿易権、すなわちアフリカ－スペイン領西インド間の奴隷貿易の権利行使に参入し、それで利潤を生み出そうとした。かつてこの奴隷貿易は各国商人がスペインと契約していたほか、イギリスは主に海賊を通じて非公式に行なっており、利益が大きいとみられていた。しかしながら、南海会社はこの貿易がうまくいかなかった。一方、同じ頃、南海会社が試験的に導入した「富くじ債」が成功をおさめたことなどから、南海会社は貿易会社から金融会社へと事業転換してゆくことになった。
奴隷貿易が成り立たなかったのは、スペインによって認められた貿易量がごくわずかだったこと、また1718年にはスペインとの間で戦争（四カ国同盟戦争）が始まり貿易が成り立たなくなってしまったことなどの理由による。

## 南海泡沫事件
1720年の南海泡沫事件 (South Sea Bubble) は、基本的に南海会社の金融会社化路線の延長で起こった。株の交換におけるトリックによって、ごく短期に、爆発的に南海会社の株価はつり上がったが、臨界点に達するとあっけなく暴落した。「南海成金」とよばれる人々と、多くの破産自殺者を生み出す結果となった。
この事件に関しては、南海泡沫事件を参照。

## 泡沫事件後の南海会社
南海会社はその後、北極海の捕鯨にも参入する。この捕鯨は1693年設立のグリーンランド会社が始めたものの、フランスとの戦争による海域の混乱のため数年で行き詰まっており、再開が求められていた。南海会社は1732年まで北極海捕鯨を続けたが充分な利益を出すことができず、最終的に撤退を決めた。
南海会社はスペイン植民地との奴隷交易を七年戦争（1756年 - 1763年）の終わりまで続けたが、結局南海会社の主な業務は、常に奴隷貿易よりも公債販売などの金融業務であった。南海会社は1850年代に廃業するまで公債販売などを続けた。